# Precis pelarga
Precis pelarga är en fjärilsart som beskrevs av Fabricius 1775. Precis pelarga ingår i släktet Precis och familjen praktfjärilar. Inga underarter finns listade i Catalogue of Life.

## Bildgalleri

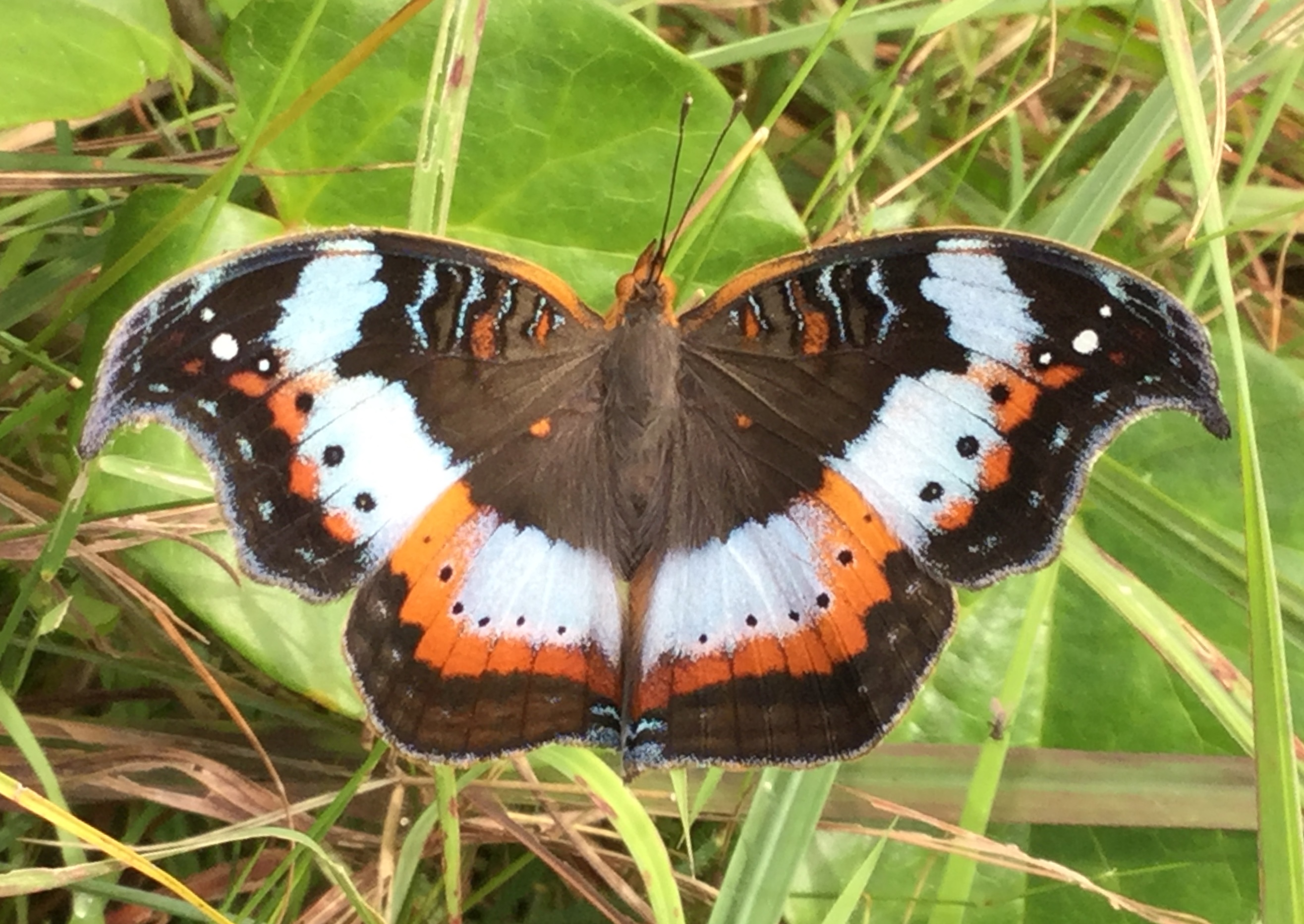
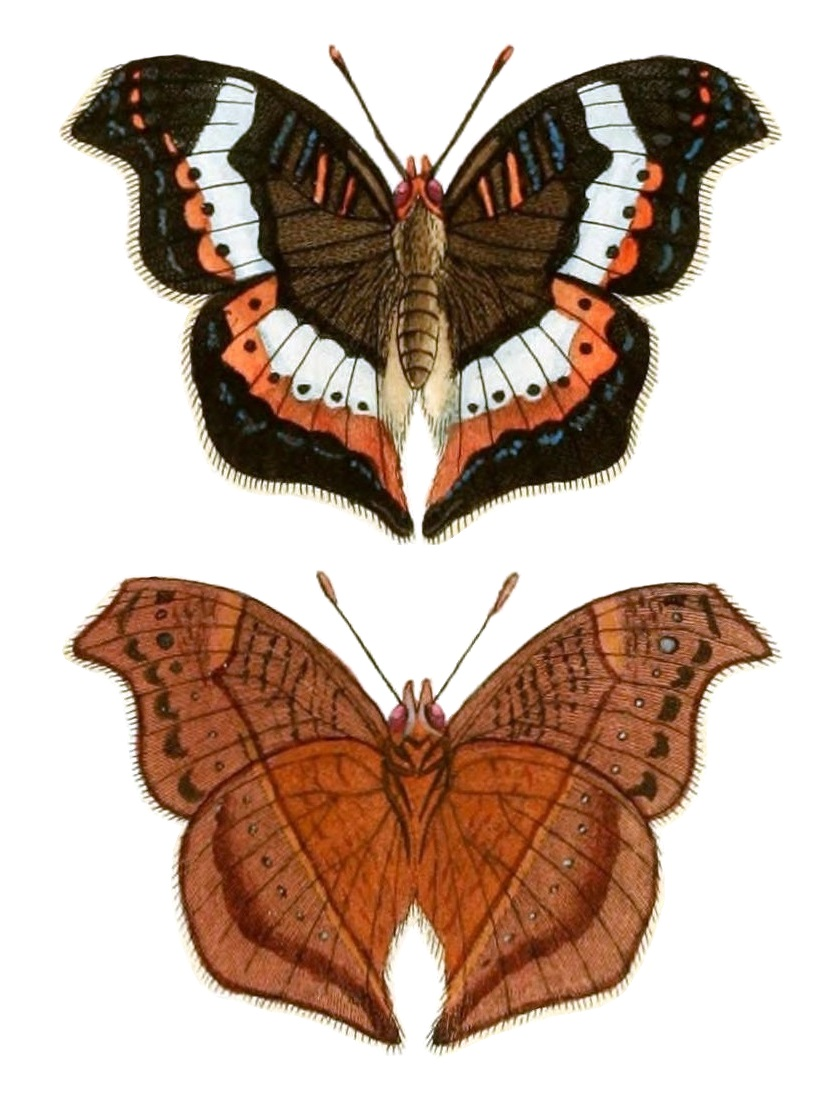
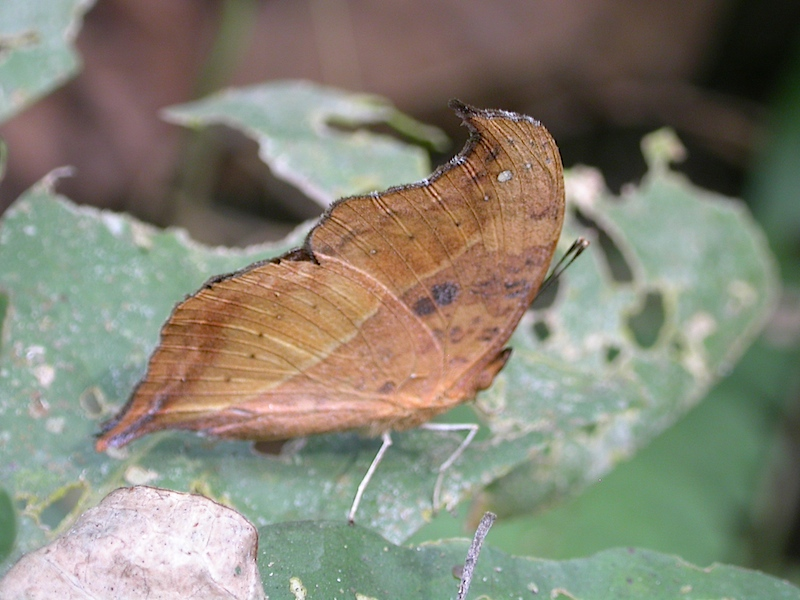
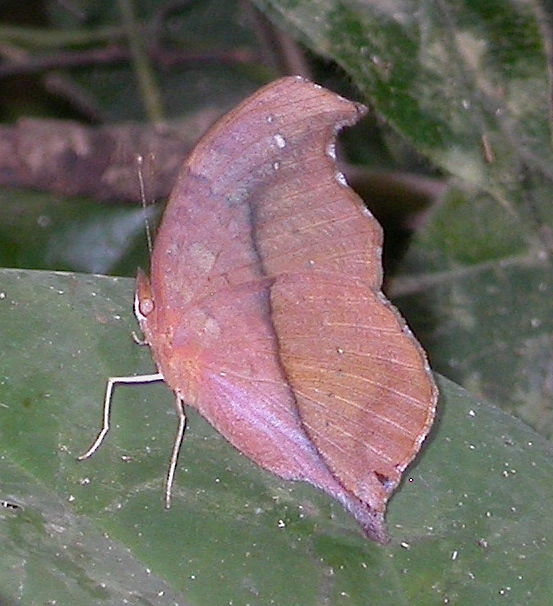